# Alfrink College (Zoetermeer)
Het Alfrink College is een katholieke scholengemeenschap voor havo, vwo en tweetalig vwo, gevestigd aan de Werflaan 45 in Zoetermeer. De school is vernoemd naar kardinaal Bernardus Alfrink. Het motto van het Alfrink College is: “School zijn we samen, iedereen doet ertoe”. Rond 2023 heeft de school ruim 1500 leerlingen en ongeveer 220 personeelsleden. De leerlingen komen voornamelijk uit Zoetermeer en de omliggende plaatsen Stompwijk, Bleiswijk, Benthuizen en Pijnacker.

## De geschiedenis
In 1968 werd samen met het Protestants-christelijk onderwijs en de gemeente als bevoegd gezag van het Openbaar onderwijs besloten gezamenlijk een school op te richten. Op 20 november 1969 kon als gevolg daarvan de toenmalige staatssecretaris mr. Hans Grosheide van Onderwijs en Wetenschappen de lagere technische school "De Brug" van de Stichting Samenwerking Beroepsonderwijs Zoetermeer aan de Du Meelaan openen. Daar kwam wat later de Lagere agrarische school van de Hollandse Maatschappij van Landbouw bij en zo ontstond de Samenwerkingsschool De Brug. De groei van de stad betekende dat het aantal mensen dat specifiek PC of RK onderwijs voor hun kinderen wilde toenam, waarmee de samenwerking in onder druk kwam te staan. Dat was overigens al voorzien bij de start van de samenwerking. Het PC en het RK onderwijs bouwden ieder een eigen school. In 1976 ontstond het Rooms-Katholieke Alfrink College. De school is in 1976 gestart aan de Du Meelaan in de wijk Palenstein, met 40 leerlingen en 12 docenten. In de jaren tachtig is de school verhuisd naar de huidige locatie in de wijk De Leyens.

## Het gebouw
De school bestaat tegenwoordig uit het hoofdgebouw, een in de jaren negentig aangebouwde Nieuwbouw, een klein bijgebouw (De Puist) uit 2004, en tot en met 2008 ook een noodgedeelte, de zogenaamde Houtbouw. Deze laatste is gesloopt en met ingang van het schooljaar 2009/2010 vervangen door een nieuwe aanbouw; de Dick van der Voort-vleugel. Tijdens de bouw zaten enkele leerlingen uit de derde klas op een dependance aan het Reigersblauw in de wijk Rokkeveen. In 2016 moest de verbouwing van het hoofdgebouw van start gaan. Het is volledig gerenoveerd, zodat het weer aan alle voorschriften zou voldoen. In 2021 zijn de gymzalen gerenoveerd. In 2023 wordt een gedeelte van het gebouw verbouwd. 

## Organisatie van het onderwijs
In 2009 meldden zich bij de school ongeveer 270 nieuwe brugklassers, in 2023 waren dat er zo'n 300, daardoor bleef ze een van de grootste van Nederland.
 
Het Alfrink is een van de zestien scholen voor voortgezet onderwijs die in verband met het geven van te weinig onderwijsuren een deel van de ontvangen vergoedingen aan het Ministerie van Onderwijs, Cultuur en Wetenschap moesten terugbetalen. Om zo'n situatie in de toekomst te voorkomen moeten de leerlingen vanaf het vierde leerjaar verplicht 80 extra studie-uren op school doorbrengen om zo de wettelijk voorgeschreven onderwijstijd vol te maken. Dit gebeurt meestal op een van de studiepleinen.

## Kardinaal Alfrink
De school dankt haar naam aan Kardinaal Alfrink. Hij was een man die stond voor rechtvaardigheid en vrede. Deze woorden zijn te vinden op een gedenksteen in de hal van de school. De school ziet kardinaal Bernardus Alfrink als een voorbeeld. Hij stond als katholiek en als kardinaal midden in de samenleving en nam bepaald geen blad voor de mond. Hij durfde te zeggen wat hij dacht, ook als anderen het niet met hem eens waren. Met name onderwerpen als oorlog, vrede, gerechtigheid en verdraagzaamheid hielden hem bezig. Over onderwijs zei hij bijvoorbeeld: ‘Een mens is meer dan alleen maar weten: een mens moet zinnig weten te leven.’

## Bekende oud-leerlingen
- Amber Brantsen, nieuwslezer
- Patrick van Domburg, politicus
- John Ewbank, songwriter
- Sanne van Kerkhof, shorttrackster
- Yara van Kerkhof, shorttrackster
- Gaby Perin-Gopie, politica
- Naomi Sedney, atlete
- Romee Strijd, model
- Willien van Wieringen, theoloog